# Eutane triplagata
Eutane triplagata är en fjärilsart som beskrevs av Arnold Pagenstecher 1900. Eutane triplagata ingår i släktet Eutane och familjen björnspinnare. Inga underarter finns listade i Catalogue of Life.